# マダガスカルの港湾
マダガスカルの港湾（マダガスカルのこうわん、英語: Ports and harbours in Madagascar）は、マダガスカルにおける港湾について記す。

## 一覧
- アンツィラナナ港（アンツィラナナ）
- マジュンガ港（マジュンガ）
- トゥアマシナ港（英語版）（トゥアマシナ）
- トゥリアラ港（トゥリアラ）
- トラニャロ港（トラニャロ）
- ポール・デオアラ（フランス語版）（トラニャロ）